# 차고스 크리올

차고스 깃발

차고스 크리올은 차고스 제도의 원주민들이 쓰는 언어이며, 프랑스어에 바탕을 둔 크리올이다. 차고스인들은 주로 모잠비크와 마다가스카르, 모리셔스를 중심으로 한 아프리카 및 인도계 이민의 혼혈로 이루어진 집단으로, 프랑스 식민기구가 노예로 부리기 위해 데려온 사람들이다. 차고스 제도의 관할이 프랑스에서 영국으로 넘어가고, 영국이 다시 이곳을 미국에 군사기지로 제공하면서 주민들을 강제이주시켜 차고스 주민들은 모리셔스와 세이셸 등으로 흩어졌다. 차고스 크리올은 아직 학자들에게 널리 다뤄지지 않아 알려진 것이 많지 않다.

## 같이 보기
- 크리올 (언어학)